# روث فيرست
هيلويز روث فيرست (4 مايو 1925 – 17 أغسطس 1982) كانت ناشطة وباحثة من جنوب أفريقيا مناهضة للأبارتايد (نظام الفصل العنصري). اغتِيلت في موزمبيق، حيث كانت تعمل في المنفى، بواسطة طرد مفخخ من صنع شرطة جنوب إفريقيا.

## الأسرة والتعليم
هاجر والدا روث فيرست اليهوديان، يوليوس فيرست وماتيلدا ليفيتان، إلى جنوب إفريقيا من لاتفيا في عام 1906 وأصبحا عضوين مؤسسين للحزب الشيوعي في جنوب إفريقيا (سي بي إس إيه)، ورائدين في الحزب الشيوعي في جنوب إفريقيا (إس إيه سي بي). ولدت روث فيرست عام 1925 ونشأت في جوهانسبرج. مثل والديها، انضمت إلى الحزب الشيوعي، الذي كان متحالفًا مع المؤتمر الوطني الأفريقي في نضاله للإطاحة بحكومة جنوب إفريقيا.
عندما كانت مراهقة، درست أولًا بمدرسة جيبي الثانوية للبنات وكانت أول من التحق في عائلتها بالجامعة. حصلت على درجة البكالوريوس من جامعة ويتواترسراند في عام 1946. وأثناء دراستها الجامعية، وجدت أنه «في الحرم الجامعي بجنوب إفريقيا، تعتبر قضايا الطلاب المهمة قضايا وطنية». شاركت في تأسيس اتحاد الطلاب التقدمي، المعروف أيضا باسم رابطة الطلبة التقدمي، وعُرف بين الطلاب الآخرين مثل نيلسون مانديلا، الرئيس المستقبل لجنوب أفريقيا، وإدواردو موندلين، أول زعيم لحركة الحرية الموزمبيقية فريليمو.
بعد التخرج، عملت فيرست كباحثة مساعدة لقسم الرعاية الاجتماعية في مجلس مدينة جوهانسبرج. في عام 1946، عُزز موقعها في الحزب الشيوعي بشكل كبير بعد سلسلة من الهجمات التي اعتُقل من خلالها أعضاء قياديين في الحزب. ثم أصبحت أولًا رئيسة تحرير صحيفة ذا غارديان الراديكالية، والتي حظرتها الدولة لاحقًا. من خلال التحقيقات الصحفية، كشفت سياسات الفصل العنصري المعروفة باسم أبارتايد، والتي تستهدف السود في جنوب إفريقيا في أعقاب نهوض الحزب الوطني في عام 1948. في عام 1949 تزوجت من جو سلوفو، وهو ناشط شيوعي من جنوب أفريقيا مناهض للأبارتايد، وأنجبت منه ثلاث بنات، شون، وجيليان، وروبين. معًا، أصبح سولفو وفيرست قوة رائدة في حقبة الاحتجاج في خمسينيات القرن العشرين، حيث حظرت الحكومة فيها أي حركات تعارض سياساتهما.
بالإضافة إلى عملها مع صحيفة ذا غارديان وخلفائها، تأسس مؤتمر جنوب إفريقيا للديمقراطيين (سي أو دي)، وهو جناح أبيض فقط من تحالف الكونجرس، في عام 1953 بدعم من فيرست. في عام 1955، شغلت منصب رئيسة تحرير مجلة سياسية راديكالية تسمى فايتنغ تالك. كانت فيرست وسلوفو أيضًا عضوين في المؤتمر الوطني الأفريقي، بالإضافة إلى الحزب الشيوعي. لعبت أيضًا دورًا نشطًا خلال أعمال الشغب الواسعة في خمسينيات القرن العشرين.